# Jim Jarmusch
Jim Jarmusch (fonetikusan: [ˌdʒɪm ˈdʒɑːɹmʊʃ]) (Akron, Ohio, 1953. január 22. –) amerikai filmrendező, forgatókönyvíró, színész és producer.

## Élete
Jarmusch Ohio államban született, szülei cseh, ír és német felmenőkkel rendelkeznek. 17 éves korától New Yorkban művészeti tanulmányokat folytatott a Columbia egyetemen, majd filmművészetet tanult a Tisch School of the Arts intézményében. Itt rendezte meg élete első filmjét, a Permanent Vacationt 1980-ban.
Itt ismerte meg többek között Nicholas Ray filmrendezőt. Ezt követően Wim Wenders asszisztense volt, aki színészként is alkalmazta filmjeiben.
Mozifilmjei mellett forgatott zenei videóklipeket is. Többek között a Talking Headsnek, Tom Waitsnek és Neil Youngnak. A zene számára „a legmagasabb és legszebb formája a kifejezésnek. Zene nélkül az élet értelmetlen.”

## Fontosabb filmjei
- A holtak nem halnak meg (The Dead Don't Die, 2019)  – rendező, forgatókönyvíró
- Paterson (Paterson, 2016) – rendező, forgatókönyvíró
- Halhatatlan szeretők (Only Lovers Left Alive, 2013) – rendező, forgatókönyvíró
- Az irányítás határai (The Limits of Control, 2009) – rendező, forgatókönyvíró
- Hervadó virágok (Broken Flowers, 2004) – rendező, forgatókönyvíró
- Kávé és cigaretta (Coffee and Cigarettes, 2003) – rendező, forgatókönyvíró
- Szellemkutya (Ghost Dog: The Way of the Samurai, 1999) – rendező, forgatókönyvíró
- Year Of The Horse – (1997) – rendező
- Egy füst alatt – Beindulva (Blue int the Face, 1995) – színész
- Halott ember (Dead Man, 1995) – rendező, forgatókönyvíró
- Éjszaka a földön (Night on Earth, 1991) – rendező, forgatókönyvíró
- Mystery Train – (1989) – rendező, forgatókönyvíró
- Törvénytől sújtva – (Down By Law, 1986), rendező
- Florida, a paradicsom – (Stranger Than Paradise, 1984), rendező
- Permanens vakáció – (Permanent Vacation, 1980), rendező

## Fontosabb díjak
- 2013 – Cannes-i fesztivál – Arany Pálma-jelölés (Halhatatlan szeretők)
- 2005 – Cannes-i fesztivál – Nagydíj (Broken Flowers)
- 1997 – Howard Hawks Storytelling Award
- 1997 – Amerikai Független Filmesek Díja – jelölés – legjobb forgatókönyv (Halott ember)
- 1993 – Cannes-i filmfesztivál – Arany Pálma (rövidfilm) (Coffee And Cigarettes 3)
- 1990 – Amerikai Független Filmesek Díja – jelölés – legjobb rendezés (Mystery Train)
- 1990 – Amerikai Független Filmesek Díja – jelölés – legjobb forgatókönyv (Mystery Train)
- 1987 – Amerikai Független Filmesek Díja – jelölés – legjobb rendezés (Down By Law)
- 1984 – Cannes-i filmfesztivál – Arany Kamera (Stranger Than Paradise)

## További információ
- Jim Jarmusch a PORT.hu-n (magyarul)
- Jim Jarmusch az Internetes Szinkronadatbázisban (magyarul)
- Jim Jarmusch az Internet Movie Database-ben (angolul)
- Jim Jarmusch a Rotten Tomatoeson (angolul)